# Luca Conti (cestista)
Luca Conti (Trento, 20 dicembre 2000) è un cestista italiano.

## Caratteristiche tecniche
Utilizzabile sia nel ruolo di guardia che in quello di ala piccola, è considerato un giocatore che fa della difesa uno dei suoi principali punti di forza.

## Carriera
Nativo di Trento, Conti è un prodotto delle giovanili del principale club cittadino, l'Aquila Basket Trento. Il 23 aprile 2017 ha debuttato in Serie A giocando due minuti durante la larga vittoria interna contro Brescia. Quell'anno è sceso brevemente in campo anche in gara 4 e gara 5 delle semifinali scudetto contro l'Olimpia Milano, serie che ha visto prevalere proprio i trentini. Conti è rimasto nell'orbita della prima squadra anche nel corso della successiva stagione 2017-2018, nella quale è andato a referto in 22 gare di regular season (oltre a 9 nei play-off) collezionando due apparizioni.
Nell'agosto 2018, non ancora diciottenne, Conti si è trasferito con un prestito biennale ad un altro club della massima serie quale la Victoria Libertas Pesaro. La sua parentesi nella città adriatica è durata in realtà una sola annata, in cui è andato in distinta in tutte e 30 le partite di campionato, totalizzando 12 presenze con 4,2 minuti di media. Per il 2019-2020 è sceso in Serie A2 per acquisire esperienza con il prestito alla Poderosa Montegranaro. Qui il suo minutaggio è cresciuto a 18,0 minuti a gara, mentre la squadra gialloblù ha chiuso il girone Est di regular season al terzo posto venendo poi eliminata da Bergamo ai quarti di finale play-off.
Dopo i due anni in prestito, Conti è tornato all'Aquila Basket Trento per far parte a tutti gli effetti del roster della prima squadra, impegnata sia in Serie A che in Eurocup. Nel quadriennio successivo al suo ritorno, il suo minutaggio medio in regular season di campionato è oscillato tra un minimo di 8,1 minuti nella stagione 2020-2021 e un massimo di 12,2 minuti nella stagione 2022-2023, sotto la guida di coach Emanuele Molin.
Dopo un'annata 2023-2024, nella quale — sotto la guida del nuovo allenatore Paolo Galbiati — il suo utilizzo è sceso nuovamente sotto i 9 minuti a partita, in vista della stagione 2024-2025 Conti è passato alla Vanoli Cremona, rimanendo così nella massima serie.
In questo caso il suo impiego è diminuito a stagione in corso, in seguito all'esonero di coach Demis Cavina e alla promozione a capo allenatore del vice Pierluigi Brotto, tecnico con caratteristiche differenti. Il 1º aprile 2025 si è trasferito, per il finale di stagione, a Rinascita Basket Rimini, squadra militante nella Serie A2 2024-2025 e impegnata nella lotta per la promozione.